# Epicopeia hainesii
Epicopeia hainesii is een vlinder uit de familie van de Epicopeiidae. De wetenschappelijke naam van de soort is voor het eerst geldig gepubliceerd in 1889 door Holland.